# 深井村
深井村（ふかいむら）は、かつて和泉国・堺県・大阪府にあった村。現在の堺市中区深井各町と土塔町に相当する。1935年時点の村の規模は762戸、3,973人。

## 歴史
- 757年：和泉国大鳥郡の中に常凌郷が、深井の前身として古文書に記される。
- 759年：土師郷の大野寺の寺域内に土塔を築造する。
- 1471年：文書で初めて深井郷の文字が記される。
- 1511年：細川高国と細川政賢の軍勢が泉州深井で戦う。
- 1591年：緞通（絨毯）が中国から伝わる。
- 1645年：深井郷が北村、中村、南村、安村に分かれる。
- 1669年 - 1672年：大鳥郡深井村の荒地に畑山新田（現・深井畑山町）が開発される。
  - 深井新家、帯屋新田とも呼ばれた。
- 1673年 - 1681年：大鳥郡土師村の荒地に土塔新田（現・土塔町）が開発される。
  - ただし、土塔新田の村役は土師村ではなく深井村が務めた。

この後、北村は北深井（現・深井北町）、中村は中深井（現・深井中町）、南村は中新田（現・深井水池町、深井東町）に名を変え、安村は清水村（現・深井清水町）と沢村（現・深井沢町）に分かれる（時期は不明）。
- 1868年：廃藩置県により堺県ができる。
- 1873年：称賛寺に泉州第67小学校（現・堺市立深井小学校）が創立。
- 1881年：堺県が大阪府に編入される。
- 1889年：町村制施行により、大鳥郡深井村、畑山新田、土塔新田が合併し、大鳥郡深井村となる。大字深井に村役場を設置。
- 1896年：大鳥郡が和泉郡と統合され泉北郡が成立し、泉北郡深井村となる。
- 1897年：深井村に10を数える緞通工場が進出する。
- 1910年：大字畑山新田を畑山に、土塔新田を土塔に改称。
- 1911年：深井村に電灯がつく。
- 1934年：北泉乗合バス（現・南海バス）が深井村内を走る。
- 1942年：泉北郡浜寺町、鳳町、踞尾村、八田荘村、東百舌鳥村と共に、深井村が堺市に編入される。
- 1943年：堺市深井北町、深井中町、深井水池町、深井東町、深井清水町、深井沢町、深井畑山町、土塔町の現行町名に改称。